# Truls Albert
Truls Albert (ur. 7 kwietnia 1989 r. w Kristiansund) – norweski wioślarz.

## Osiągnięcia
- Mistrzostwa Świata Juniorów – Pekin 2007 – dwójka podwójna – 12. miejsce[1].
- Mistrzostwa Świata U-23 – Račice 2009 – dwójka podwójna – 3. miejsce[1].
- Mistrzostwa Świata – Poznań 2009 – dwójka podwójna – 13. miejsce[1].
- Mistrzostwa Europy – Montemor-o-Velho 2010 – czwórka podwójna – 10. miejsce[1].